# نادي خيبر
نادي خيبر السعودي هو أحد أندية الدرجة الثالثة في مدينة خيبر بالمدينة المنورة تأسس عام 2015 م.